# 卡赫

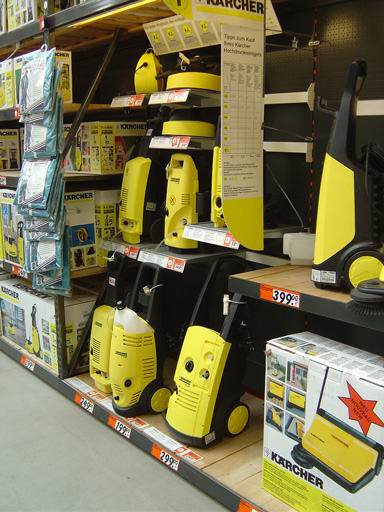
德国一家商店所出售的卡赫產品

卡赫（德語：Alfred Kärcher SE & Co. KG），是德国一家生產清潔設備和清潔系統的家族企業。公司总部位于德国温嫩登，由巴登-符腾堡州的发明家阿尔弗雷德·凯彻（Alfred Kärcher）于1935年在斯图加特-巴特坎施塔特創立。該公司在全球僱傭10,000多名员工，在60个国家和地区開設100多家子公司。2017年，该公司的销售收入为25亿欧元  ，銷售的設備達1300万台。該公司市場拓展至中华人民共和国後，其生產的清潔產品設備曾遭到該國其他公司的仿冒。